# 工藤セシリア
工藤 セシリア（くどう セシリア）は、日本のピアニスト。フランス・リール生まれ。音楽家三代目。本名、工藤祐意・セシリア（くどうゆうい・セシリア）。
日本人としては少ないドビュッシーピアノ奏者。また西洋近現代絵画、特に後期印象派の影響を受けており自身のピアノ演奏においても印象派の作品群のイメージが反映されていると語っている。

## 経歴
4歳よりピアノを始め、1999年よりパリ国立地方音楽院にて、J.M.コテ夫妻に、パリ・エコール・ノルマル音楽院にて、L.ベルリンスカイヤに師事。
B.リグット、J.ルヴィエ、B.ベルマン、A.コンタルスキー、G.ケルヌ、S.ペルティカローリ、A.ナセトキン、鷲見加寿子に師事。
幼少の頃よりフランス国内にてスタインウェイ・コンクールやフランス音楽国際コンクール、ダリウス・ミヨー・コンクール等多くのコンクールに参加、最優秀賞・優秀賞を受賞している。

2009年にはフランスのラジオ番組「若い演奏者たち」に出演。
2010年のサンテミリオン音楽祭では、Sortir en Gironde紙（2010年6月16日付）に「 …Ceciliaのピアノは気品があり、優雅さにあふれていた…」と評された。
2012年〜2014年、ピアノトリオ・ラミー（Trio Lamy）のメンバーとして日本ツアーに参加。
2013年に実父、工藤重典と共演したステージが関係者の耳にとまり、オーディションを経て翌年デビューが決まった。
2014年7月、ヤマハホールでデビュー・リサイタルを開催。

デビューに際し、「ピアノ女神逆輸入-生まれも育ちもフランス…世界的フルート奏者の一人娘―」という見出しで、東京中日スポーツの文化欄で掲載された。

同年、ソニー・ミュージック・ダイレクトより初のソロアルバム「オマージュ・ア・ドビュッシー
」をリリース。ヤマハミュージック銀座店の2014年7月の売上ランキング1位獲得、「レコード芸術」誌で「準」に選出された。
2015年には、実父、工藤重典と「ウィーンの薫り～フルートソナタ集」と 「アンコール」続けてリリースし、「レコード芸術」の「特選」に選ばれる。
工藤重典、F.アゴスティーニ、原田禎夫、店村眞積、森下幸路、W.アウアー、J.L.ボーマ ディエ、C.アリマーニ、P.ジェニッソン、R.バローの他、NHK交響楽団のメンバー（通称：N響）と共演。

近年は日本での活動が多くなっている。東京や札幌、横浜、大阪、岐阜、浜松、松戸、柏などでソロや室内楽の公演を行っている。
2017年8月から、独自の音楽観の披露をコンセプトとしたサロン・コンサートシリーズ「セシリアの部屋」をサロン・ランパルで開催している。
ピアノ三重奏、四重奏、ピアノ2台などの室内楽の奏者としての活躍の場を広げている。
海外での活動はフランス国内が最も多い。ビル・ダブレー城でのリサイタルをはじめ、サンテミリオン音楽祭、メール音楽祭へ参加。
工藤重典のシンガポールやロシア (モスクワ、サンクトペテルブルク)、韓国、台湾、中国で伴奏ピアニストとしてツアーに参加し、中国ではソロリサイタルも行った。

ソルフェージュ音楽学を8才から5年間、M.L.ルミートルに師事。
2004年、技術バカロレアF.11 （芸術系：音楽）を取得。
2012年、フランスのシネマ UGC Ciné Cité Bercyで封切りされた、Bren-Ya Ba監督の心理映画「ミミの日記」に友情出演 。ミミ役 (主演)。